# هوارد بيلي
هوارد بيلي (بالإنجليزية: Howard Beale)‏ هو محام بالقضاء العالي ودبلوماسي وسياسي أسترالي، ولد في 10 ديسمبر 1898 في تامورث في أستراليا، وتوفي في 17 أكتوبر 1983 في سيدني في أستراليا. حزبياً، نشط في الحزب الليبرالي الأسترالي. وقد انتخب سفير أستراليا لدى الولايات المتحدة الأمريكية (20 مارس 1958 – أبريل 1964) وانتخب عضو مجلس النواب الأسترالي عن دائرة Division of Parramatta ‏ (28 سبتمبر 1946 – 10 فبراير 1958).